# Политически комитет за национално освобождение
Политическият комитет за национално освобождение (на гръцки: Πολιτική Επιτροπή Εθνικής Απελευθέρωσης – ΠΕΕΑ), по-известно като Правителството в планината, е временно гръцко правителство в края на Втората световна война.
Създадено е във Виняни на 10 март 1944 г. по инициатива на ЕАМ в опит за оглавяване на Свободна Гърция като алтернатива на издишащото казионно марионетно правителство по онова време в Атина, което е под пряк германски контрол и зависимост.
В началото на 1944 г. окупираната страна се оказва с 2 гръцки правителства – марионетното в Атина на явно губещия ВСВ - Трети Райх, и това в Кайро на Софоклис Венизелос – марионетно на британците.
В тази външнополитическа и военна обстановка е прогласено „правителството от планината“, което предизвиква метеж в гръцката армия в Близкия Изток (1944). Просъществува до 5 ноември 1944 г., т.е. няма и месец след сключеното процентно споразумение.
В „правителството от планината“ се включват предимно известни политици от Северна Гърция - Еврипидис Бакирдзис, Александрос Сволос и други. 
В спомените си Валтер Шеленберг изрично отбелязва активността на немската агентура на Балканите, и в частност в Гърция, в началото на 1944 г., предвид настъплението на Червената армия и очакваното британско дебаркиране на Балканите през Гърция.  Предходно, още през лятото на 1943 г., оръжието за бъдещата лява съпротива на англо-американците в Гърция е подсигурено от предалата им се двадесет и четвърта пехотна дивизия „Пинероло“.